# Nikita Pawlowitsch Simonjan
Nikita Pawlowitsch Simonjan (russisch Никита Павлович Симонян; * 12. Oktober 1926 in Armawir, Sowjetunion) ist ein ehemaliger russischer Fußballspieler und -trainer armenischer Herkunft. Zu seinen größten Erfolgen als Spieler gehörten vier sowjetische Fußballmeisterschaften mit Spartak Moskau (1952, 1953, 1956, 1958), als Trainer konnte er mit Spartak Moskau (1962, 1969) als auch mit Ararat Jerewan (1973) insgesamt drei Meistertitel gewinnen.

## Leben und Karriere

### Als Spieler
Nikita Simonjan wurde als Mkrtytsch Simonjan in eine armenische Familie im südrussischen Armawir geboren. Das Fußballspielen begann der Stürmer beim abchasischen Club Dinamo Suchum unter Trainer Schota Lominadse. Von dort wechselte er 1946 zu Krylja Sowetow Moskau, bis man letztlich beim sowjetischen Rekordmeister Spartak Moskau auf ihn aufmerksam wurde. 1949 wechselte Simonjan schließlich zu Spartak und damit auch in die höchste sowjetische Liga, wo er bis zu seinem Karriereende verbleiben sollte. Bis 1959 absolvierte er für die Moskowiter insgesamt 213 Ligaspiele, in denen er 133 Tore schoss. 133 Tore sind bis heute vereinsinterner Rekord.
Mit Spartak gewann er vier Meistertitel und zwei Mal den sowjetischen Fußballpokal. 1954 wurde Simonjan zudem das erste Mal in die sowjetische Nationalmannschaft einberufen. Bei den Olympischen Sommerspielen 1956 gewann Simonjan mit der Nationalmannschaft sogar die Goldmedaille im Fußball. Die Weltmeisterschaftsendrunde 1958 verlief für ihn jedoch nicht annähernd erfolgreich. Bereits im Viertelfinale scheiterte er mit der Auswahlmannschaft am späteren Finalisten Schweden, als er ebenso wie seine Kollegen Sergei Salnikow, Anatoli Iljin, Wiktor Zarjow und Alexander Iwanow in der Sturmreihe ohne Torerfolg blieb und das Spiel nach Toren von Kurt Hamrin und Agne Simonsson mit einer 0:2-Niederlage endete.
Im selben Jahr endete nach 20 Länderspielen Simonjans Nationalmannschaftskarriere, 1959 beendete er auch seine Vereinskarriere als Spieler.

### Als Trainer
Schon 1960 begann er als Trainer für seinen alten Club Spartak zu arbeiten. 1962 holte er erstmals auch als Trainer die Meisterschaft nach Moskau, 1963 und 1965 auch den sowjetischen Fußballpokal. 1965 endete sein Engagement bei Spartak, allerdings wurde Simonjan schon 1967 erneut von den Hauptstädtern verpflichtet. Auch in seiner zweiten Amtszeit konnte er noch einmal die Meisterschaft gewinnen (1969), ebenso wie den Pokal (1971). 1972 endete seine Anstellung bei Spartak.
In der Saison 1973 wurde er von Ararat Jerewan als neuer Trainer verpflichtet. Gleich in seinem ersten Jahr konnte er mit den Armeniern den damals größten Erfolg der Vereinsgeschichte einfahren: Das sowjetische Double, bestehend aus Meistertitel und Gewinn des Pokals. Dies war das einzige Mal, dass ein Club aus Armenien die sowjetische Fußballmeisterschaft gewinnen konnte. Schon 1974 verließ Simonjan den Club aus Jerewan allerdings schon wieder.
Von 1977 bis 1978 war er Trainer der sowjetischen Fußballnationalmannschaft, von 1980 bis 1981 trainierte er Tschornomorez Odessa.
Von 1984 bis 1985 wurde er noch einmal von Ararat Jerewan als Trainer gewonnen.
Im Jahr 2000 erhielt er den FIFA Order of Merit, die höchste Auszeichnung des Weltfußballverbands FIFA. 2009 bis 2010, sowie zeitweise im Jahr 2012 war Simonjan Präsident des Russischen Fußballverbandes.
2011 verlieh ihm der armenische Präsident Sersch Sargsjan die Ehrenmedaille Armeniens.